# Saison 2012-2013 de l'Évian Thonon Gaillard Football Club
Maillots
Chronologie
Saison précédente Saison suivante
Cet article traite de la saison 2012-2013 de l'Évian Thonon Gaillard Football Club.

## Transferts

### Mercato d'été
| Type de transfert | Nom               | Contrat        | Provenance/Destination                              | Date            |
| Départs           | Daniel Wass       | Retour de prêt | Benfica Lisbonne                                    | /               |
| Départs           | Thomas Kahlenberg | Retour de prêt | VfL Wolfsburg                                       | /               |
| Départs           | Guillaume Rippert | Fin de contrat | FC Energie Cottbus                                  | /               |
| Départs           | Nicolas Farina    | Fin de contrat | FC Energie Cottbus                                  | /               |
| Départs           | Jérôme Leroy      | Fin de contrat | Retraite puis FC Istres                             | /               |
| Départs           | Saša Cilinšek     | Fin de contrat | Évian Thonon Gaillard FC (contrat amateur)          | /               |
| Départs           | Christian Poulsen | Fin de contrat | Ajax Amsterdam                                      | /               |
| Départs           | Quentin Westberg  | Fin de contrat | Luzenac Ariège Pyrénées                             | /               |
| Arrivées          | Daniel Wass       | Transfert      | Benfica Lisbonne Prêté à l'Évian Thonon Gaillard FC | 20 juin 2012    |
| Arrivées          | Zouhaier Dhaouadi | Libre          | Club africain                                       | 10 juillet 2012 |
| Arrivées          | Iheb Mbarki       | Transfert      | CA Bizerte                                          | 12 juillet 2012 |
| Arrivées          | Mickaël Salamone  | Libre          | Paris Saint-Germain B                               | 20 juillet 2012 |
| Arrivées          | Djakaridja Koné   | Libre          | FC Dinamo Bucarest                                  | 20 juillet 2012 |
| Arrivées          | David Jarolim     | Libre          | Hambourg SV                                         | 29 août 2012    |

### Mercato d'hiver
| Type de transfert | Nom                | Contrat            | Provenance/Destination    | Date             |
| Départs           | David Jarolim      | Rupture de contrat | FK Mladá Boleslav         | 20 novembre 2013 |
| Départs           | Zouhaier Dhaouadi  | Rupture de contrat | Club africain             | 29 décembre 2012 |
| Arrivées          | Miloš Ninković     | Transfert          | Dynamo Kiev               | 2 janvier 2013   |
| Arrivées          | Betao              | Transfert          | Dynamo Kiev               | 16 janvier 2013  |
| Arrivées          | Diogo Campos Gomes | Prêt               | Atlético Clube Goianiense | 31 janvier 2013  |

## Résultats de la saison

### Matchs de préparation
| Date                   | Adversaire                       | Lieu                                                          | Résultat | Buteurs pour ETG |
| ---------------------- | -------------------------------- | ------------------------------------------------------------- | -------- | ---------------- |
| Samedi 7 juillet 2012  | EA Guingamp (Ligue 2)            | Stade Fernand-David, Publier-Amphion-les-bains (Haute-Savoie) | 0-1      |                  |
| Samedi 14 juillet 2012 | FC Porto (Superliga)             | Complexe sportif du Bout du Lac, Le Bouveret (Valais, Suisse) | 0-1      |                  |
| Samedi 21 juillet 2012 | Southampton FC (Premier League)  | Stade Joseph-Moynat, Thonon-les-Bains (Haute-Savoie)          | 0-1      |                  |
| Mardi 24 juillet 2012  | SC Bastia (Ligue 1)              | Complexe Salvatore Mazzéo, Gaillard (Haute-Savoie)            | 0-4      |                  |
| Samedi 28 juillet 2012 | Olympique de Marseille (Ligue 1) | Stade Joseph-Moynat, Thonon-les-Bains (Haute-Savoie)          | 1-2      | Khalifa 25e      |
| Samedi 4 août 2012     | AS Saint-Étienne (Ligue 1)       | Stade Jacques Forestier, Aix-les-Bains (Savoie)               | 1-1      | Khalifa 69e      |

### Championnat
| Date                       | Journée | Adversaire             | Lieu | Résultat | Buteurs pour ETG                                        | Points | Place |
| -------------------------- | ------- | ---------------------- | ---- | -------- | ------------------------------------------------------- | ------ | ----- |
| Samedi 11 août 2012        | 1       | Girondins de Bordeaux  | Dom. | 2-3      | Wass 17e Khalifa 90+4e                                  | 0      | 14e   |
| Samedi 18 août 2012        | 2       | Stade brestois 29      | Ext. | 1-0      |                                                         | 0      | 16e   |
| Vendredi 24 août 2012      | 3       | Olympique lyonnais     | Dom. | 1-1      | Barbosa 56e                                             | 1      | 17e   |
| Samedi 1er septembre 2012  | 4       | AC Ajaccio             | Ext. | 2-0      |                                                         | 1      | 18e   |
| Samedi 15 septembre 2012   | 5       | SC Bastia              | Dom. | 3-0      | Barbosa 31e 77e Sagbo 72e                               | 4      | 15e   |
| Dimanche 23 septembre 2012 | 6       | Olympique de Marseille | Ext. | 1-0      |                                                         | 4      | 17e   |
| Samedi 29 septembre 2012   | 7       | FC Lorient             | Dom. | 1-1      | Khalifa 8e                                              | 5      | 18e   |
| Samedi 6 octobre 2012      | 8       | Montpellier HSC        | Ext. | 2-3      | Khalifa 30e 62e 90e                                     | 8      | 17e   |
| Samedi 20 octobre 2012     | 9       | Toulouse FC            | Dom. | 0-4      |                                                         | 8      | 17e   |
| Samedi 3 novembre 2012     | 11      | Lille OSC              | Ext. | 2-0      |                                                         | 8      | 18e   |
| Mercredi 7 novembre 2012   | 10      | FC Sochaux-Montbéliard | Ext. | 2-1      | Adnane 55e                                              | 8      | 18e   |
| Samedi 10 novembre 2012    | 12      | Stade de Reims         | Ext. | 2-1      | Bérigaud 18e Adnane 53e                                 | 11     | 17e   |
| Samedi 17 novembre 2012    | 13      | AS Saint-Étienne       | Dom. | 2-2      | Rabiu 47e Angoula 74e                                   | 12     | 18e   |
| Samedi 24 novembre 2012    | 14      | Stade rennais FC       | Ext. | 0-1      | Dhaouadi 80e                                            | 15     | 16e   |
| Samedi 1er décembre 2012   | 15      | AS Nancy-Lorraine      | Dom. | 1-1      | Dja Djédjé 43e                                          | 16     | 17e   |
| Samedi 8 décembre 2012     | 16      | Paris Saint-Germain    | Ext. | 4-0      |                                                         | 16     | 18e   |
| Mercredi 12 décembre 2012  | 17      | ESTAC Troyes           | Dom. | 2-0      | Barbosa 30e 71e                                         | 19     | 14e   |
| Samedi 15 décembre 2012    | 18      | OGC Nice               | Ext. | 3-2      | Sagbo 3e Barbosa 14e                                    | 19     | 15e   |
| Dimanche 23 décembre 2012  | 19      | Valenciennes FC        | Ext. | 2-1      | Khalifa 32e                                             | 19     | 17e   |
| Samedi 12 janvier 2013     | 20      | Stade brestois 29      | Dom. | 0-2      |                                                         | 19     | 18e   |
| Vendredi 18 janvier 2013   | 21      | Olympique lyonnais     | Ext. | 0-0      |                                                         | 20     | 17e   |
| Samedi 26 janvier 2013     | 22      | AC Ajaccio             | Dom. | 1-1      | Wass 52e                                                | 21     | 17e   |
| Samedi 2 février 2013      | 23      | SC Bastia              | Ext. | 0-0      |                                                         | 22     | 16e   |
| Dimanche 10 février 2013   | 24      | Olympique de Marseille | Dom. | 1-1      | Sagbo 59e (pen.)                                        | 23     | 17e   |
| Samedi 16 février 2013     | 25      | FC Lorient             | Ext. | 2-1      | Betao 83e                                               | 23     | 18e   |
| Samedi 23 février 2013     | 26      | Montpellier HSC        | Dom. | 0-1      |                                                         | 23     | 18e   |
| Samedi 2 mars 2013         | 27      | Toulouse FC            | Ext. | 0-0      |                                                         | 24     | 18e   |
| Samedi 9 mars 2013         | 28      | FC Sochaux-Montbéliard | Dom. | 5-1      | Barbosa 44e 74e Khalifa 64e (pen.) 78e Bérigaud 71e     | 27     | 16e   |
| Samedi 16 mars 2013        | 29      | Lille OSC              | Ext. | 1-2      | Khalifa 30e Kalou 67e (csc)                             | 30     | 15e   |
| Samedi 30 mars 2013        | 30      | Stade de Reims         | Dom. | 2-2      | Sagbo 68e N'Sikulu 90+2e                                | 31     | 15e   |
| Samedi 6 avril 2013        | 31      | AS Saint-Étienne       | Ext. | 0-1      |                                                         | 31     | 17e   |
| Samedi 13 avril 2013       | 32      | Stade rennais FC       | Dom. | 4-2      | Kana-Biyik 2e (csc) Bérigaud 34e Ninković 79e Sagbo 83e | 34     | 16e   |
| Dimanche 21 avril 2013     | 33      | AS Nancy-Lorraine      | Ext. | 3-1      | Khalifa 34e                                             | 34     | 16e   |
| Dimanche 28 avril 2013     | 34      | Paris Saint-Germain    | Dom. | 0-1      |                                                         | 34     | 17e   |
| Samedi 4 mai 2013          | 35      | ESTAC Troyes           | Ext. | 1-0      |                                                         | 34     | 18e   |
| Dimanche 12 mai 2013       | 36      | OGC Nice               | Dom. | 4-0      | Bérigaud 24e Rabiu 48e Khalifa 56e 87e                  | 37     | 17e   |
| Samedi 18 mai 2013         | 37      | Valenciennes FC        | Dom. | 2-0      | Khalifa 2e Ehret 12e                                    | 40     | 15e   |
| Dimanche 26 mai 2013       | 38      | Girondins de Bordeaux  | Ext. | 2-1      | Sagbo 45+3e (pen.)                                      | 40     | 16e   |

### Coupe de la Ligue
| Date                       | Tour          | Adversaire                       | Lieu | Résultat | Buteurs pour ETG                      |
| -------------------------- | ------------- | -------------------------------- | ---- | -------- | ------------------------------------- |
| Mercredi 26 septembre 2012 | 16e de finale | FC Sochaux-Montbéliard (Ligue 1) | Ext. | 3-2 a.p. | Mongongu 2e (pen.) Khalifa 42e (pen.) |

### Coupe de France
| Date                   | Tour            | Adversaire                  | Lieu                                             | Résultat          | Buteurs pour ETG                               |
| ---------------------- | --------------- | --------------------------- | ------------------------------------------------ | ----------------- | ---------------------------------------------- |
| Samedi 5 janvier 2013  | 32e de finale   | AC Amiens (CFA)             | Ext.                                             | 1 (3) - 1 (5) tab | Cambon 90+4e                                   |
| Mardi 22 janvier 2013  | 16e de finale   | USSA Vertou (CFA2)          | Ext.                                             | 0-2               | Bérigaud 23e Adnane 90+2e                      |
| Mardi 26 février 2013  | 8e de finale    | Le Havre Athletic Club (L2) | Dom.                                             | 3-1               | Bérigaud 24e Bérigaud 47e Khalifa 90+1e        |
| Mercredi 17 avril 2013 | Quart de finale | Paris Saint-Germain (L1)    | Dom.                                             | 1 (4) - 1 (1) tab | Khalifa 43e                                    |
| Mercredi 8 mai 2013    | Demi-finale     | FC Lorient (L1)             | Dom.                                             | 4-0               | Ninković 10e Sagbo 20e Bérigaud 33e Baouia 80e |
| Vendredi mai 2013      | Finale          | Girondins de Bordeaux (L1)  | Stade de France (Saint-Denis, Seine-Saint-Denis) | 2-3               | Sagbo 51e Dja Djédjé 70e                       |

### Matchs de trêves
| Date                     | Adversaire             | Lieu                                                       | Résultat | Buteurs pour ETG |
| ------------------------ | ---------------------- | ---------------------------------------------------------- | -------- | ---------------- |
| Vendredi 12 octobre 2012 | FC Sion (Super League) | Stade municipal Philippe Pottier, Monthey (Valais, Suisse) | 1-1      | Adnane 8e        |

## Résumé

### Préparation
Au terme de la saison 2011-2012, le club crée la surprise en finissant à la neuvième place, cinquième attaque, premier des trois promus et devant des clubs historiques comme l'Olympique de Marseille.
Au retour des vacances, les objectifs sont d'ores et déjà annoncés par tous au sein du club. Selon les mots de Pablo Correa, le groupe devra faire preuve du « même courage et des mêmes qualités » dont il a fait preuve la saison passée, Pascal Dupraz insiste quant à lui sur « les valeurs, les qualités et les vertus » de son club que sont : « le goût de l'effort, le dépassement de soi, le respect total des règles, de l'adversaire et de l'arbitre » et qu'il qualifie lui-même d'« esprit Croix de Savoie ». Ils envisagent de mener leur saison (et donc leur intersaison) dans la continuité des années précédentes, sans perturber la progression du club qui dure depuis une vingtaine d'années et que l'ensemble des observateurs a décrit comme exceptionnel. Cependant cette remarquable évolution, sans jamais de révolution, n'a été rendue possible que par la force de l'ambition des différents cadres du club qui n'ont cessé de se fixer des objectifs et de se donner les moyens de les atteindre (attitude parfois salvatrice dans les moments difficiles que connut le club au milieu des années 2000 notamment). Dans cette même veine, Pablo Correa déclare juste avant la reprise : « il faudra avoir l'envie de faire mieux que la saison passée », tout en rappelant que, pour cela, il sera impératif de « beaucoup travailler » et qu'il « faudra se mettre en tête que rien ne sera gagner d'avance ». Plus concrètement, le capitaine Olivier Sorlin déclare : « On va tenter de finir  17e, tout en essayant de placer le club le plus haut possible. Il faut avoir des ambitions. Comme la saison passée, on va viser la 17e place, mais si à 2-3 mois de la fin on a déjà assez de points, il faudra tenter de faire mieux. »
Au niveau de la composition de l'effectif professionnel à la mi-mai, le club doit se séparer de : Guillaume Rippert défenseur gauche et Nicolas Farina milieu offensif (qui signent tous deux au FC Energie Cottbus, 2.Bundesliga), Saša Cilinšek défenseur central, Jérôme Leroy attaquant (qui prend sa retraite), Johann Durand goal et Christian Poulsen milieu défensif, qui sont devenus libres, et d'autre part de : Daniel Wass milieu droit (en retour de prêt vers le Benfica Lisbonne, Superliga) ainsi que Thomas Kahlenberg milieu offensif (en retour de prêt vers le VfL Wolfsbourg, Bundesliga).
La première action de l'eTG pour ce mercato estival, dans la lignée de ce que Pascal Dupraz appelle « l'état d'esprit Croix de Savoie », est la conservation immédiate du gardien de but Johann Durand. Natif haut-savoyard et au club depuis 12 saisons, il est considéré par tous les spécialistes de l'histoire du club, par les supporters et par le directeur sportif lui-même comme un pilier du vestiaire, un cadre du club. Dupraz dit de lui : « Quand on parle d'institutions ou de valeurs, Johann a un rôle très important dans le vestiaire et comme témoin de l'histoire du club ». De la même manière, il considère que « ne renouveler qu'un tiers de l'effectif chaque saison est important » car, selon lui, « il est important que l'état d'esprit du club soit insufflé dans le vestiaire par des garçons présents depuis plusieurs saisons ». Il indique par ces mots que le mercato estival ne sera pas marqué par l'arrivée massive de nombreux joueurs mais il s'agira plutôt d'un recrutement que l'on peut qualifier de qualitatif. On essaiera de réussir le remplacement des joueurs ayant laissé leurs postes vacants.
Mais les dirigeants vont plus particulièrement tout mettre en œuvre pour conserver les danois : Daniel Wass, Christian Poulsen et en moindre mesure Thomas Kahlenberg. Le premier de ces chantiers à arriver à son terme est le cas Wass, qui décide de s'engager pour 5 ans avec le club dès le mois de juin. Pour Kahlenberg, les dirigeants font savoir que la tâche sera plus ardue car Wolfsburg avait déjà fourni un effort important pour que l'eTG puisse trouver les moyens financiers (sans option d'achat) de le faire jouer de janvier à juin. Le club allemand avait effectivement baissé le salaire du joueur que l'eTG a dû verser, afin que le joueur accumule du temps de jeu dans l'objectif de l'Euro 2012 durant lequel il allait jouer au sein de la sélection danoise. De ce fait, en ce qui concerne un éventuel transfert définitif du milieu offensif, le président Trotignon a rapidement jugé que les sommes demandées par le club allemand étaient supérieures à ce que son club pût raisonnablement fournir,.

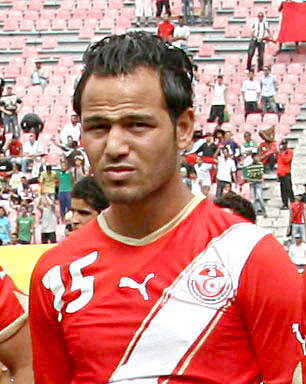
Zouhaier Dhaouadi, nouvelle recrue de l'eTG, ici en sélection nationale tunisienne.

Parallèlement aux dossiers danois, Pascal Dupraz s'est intéressé au championnat tunisien pour effectuer le renouvellement de l'effectif. Ainsi, arrivèrent au club dans la même journée du jeudi 12 juillet : Iheb Mbarki, arrière droit en provenance du Club athlétique bizertin, et Zouhaier Dhaouadi ailier du Club africain. Le rôle de Saber Khalifa, attaquant de l'eTG depuis un an, a été souligné comme ayant facilité ces deux transferts. En effet, à l'instar des quatre Danois de l'effectif de la saison précédente, ces trois joueurs étrangers possèdent la même nationalité et Dhaouadi et Khalifa ont même évolué ensemble en sélection nationale, tout comme Dhaouadi et Mbarki, vainqueurs en 2011 du championnat d'Afrique des nations (équivalent de la CAN pour les joueurs évoluant en championnats africains),.
En ce qui concerne le staff, un nouveau préparateur est engagé en la personne de David Barriac, ancien gardien de but né le 13 décembre 1969, en provenance de l'AS Monaco.
Le lancement de la saison pour les joueurs est sonné le 27 juin, date à partir de laquelle les joueurs se sont adonnés au traditionnel exercice des tests médicaux. Le premier entraînement a lieu le lendemain et Pablo Correa en profite pour adjoindre au groupe trois jeunes éléments de la réserve : Maxime Médaglia latéral droit, David Douline défenseur central et Najib Baouia milieu droit. Parallèlement, le club a repéré deux joueurs parmi la jeune génération de gardien de but qu'il a pu observé durant toute la saison en la personne de Mickaël Salamone et Yoann Collas, tous deux mis à l'essai sept jours dès la reprise. Il s'agit en effet de pallier le départ du gardien Quentin Westberg parti rejoindre les amateurs du Luzenac Ariège Pyrénées,,.
Après deux semaines d'entraînement, le groupe professionnel a l'occasion de se tester lors d'un premier match amical. Ce sera face à l'équipe de l'En Avant Guingamp (Ligue 2) au Stade Fernand David d'Amphion-les-Bains (non loin du centre d'entraînement de Port-Pinard) devant plus de 400 supporters. Le match est remporté par les Guingampais sur un but de Rachid Alioui à la 4e minute de jeu. D'après le staff (Pablo Correa en tête), le match et cette défaite relève de l'anecdotique, car il s'agit du premier match de la saison pour le groupe qui se remet progressivement en ordre de marche.
Il s'ensuit une semaine de stage pour l'ensemble de l'équipe dans la commune de Combloux (massif du Mont-Blanc). Le but fixé par le staff est que les joueurs, y compris les blessés (notamment Sidney Govou), se remettent à niveau physiquement et se soudent entre eux au moyen, par exemple, d'exercices parfois éloignés de la classique pratique du football (canyonning, cyclisme). D'une durée d'une semaine, ce stage s'acheva par un match contre le FC Porto (champion du Portugal) au Complexe sportif du bout du lac sur la commune du Bouveret dans le canton du Valais en Suisse. La rencontre se conclura par une défaite 1-0 de l'eTGFC en fin de match sur un but de Maicon Pereira Roque à la 87e minute de jeu. Ce fut notamment l'occasion de faire évoluer pour la première fois en match les nouveaux arrivants tunisiens. De ce match et de ces nouvelles recrues, Pablo Correa dit qu'il fut « agréablement surpris », au regard de la quantité de travail physique demandée lors d'un stage de Combloux qui fatigua les joueurs,,.
Le 20 juillet, à la veille du troisième match de préparation, alors que le groupe termine une semaine d'entraînement basique à Port-Pinard, le club annonce le transfert du milieu défensif Djakaridja Koné, international burkinabé en provenance du Dinamo Bucarest (Liga I). Bien que cela n'ait été explicité officiellement par les dirigeants du club, ce transfert a été interprété comme un remplacement de Christian Poulsen qui reste silencieux dans les négociations engagées. Koné quant à lui parle de « rêve qui se réalise » que de jouer en France,.
Le 21 juillet, un match a lieu contre l'équipe anglaise du Southampton FC (Premier League) au Stade Joseph Moynat de Thonon-les-Bains. Mais, selon les observateurs, l'eTG se montre largement inférieur aux Saints, tant physiquement qu'au niveau de la construction du jeu. Le match est tué par un but de Jason Puncheon à la 32e minute de jeu. L'équipe anglaise, pourtant totalement renouvelée à la pause, ne laissera plus aucun espoir à l'eTG dont l'entraîneur fera au contraire jouer tous les joueurs alignés au départ pendant 90 minutes. Les Croix de Savoie s'inclinent là pour la troisième fois de suite en cette pré-saison,.
Après cette nouvelle défaite, Pablo Correa se montre critique envers ses joueurs et annonce dès la fin du match que ce sera à « d'autres garçons de saisir leur chance ». En effet, soucieux de constituer son équipe-type dès le 28 juillet face à l'Olympique de Marseille, l'entraîneur souhaite savoir sur quels joueurs il pourra s'appuyer. Il pense en l'occurrence à certains joueurs restés sur le banc face à Guingamp, Porto et Southampton, lorsque des joueurs davantage capés perdaient leurs matchs. Il dira que ces derniers l'ont « déçu en n'ayant pas respecté les consignes données » et qu'il attend des nouveaux appelés « une réaction »,.
Ainsi, l'équipe est remaniée et le staff décide finalement d'aligner face au Sporting Club de Bastia : Andersen – Médaglia, Douline, Partsvaniya (à l'essai), Cambon, Rabiu, Tié Bi, Baouia, M’Madi, Thomasson, Adnane. Cependant, l'échec est à nouveau cuisant puisque ce groupe de jeunes joueurs trop peu capés en Ligue 1 se voit infliger une défaite quatre buts à zéro, en participant ainsi au quatrième match de préparation sans but de l'eTG. Buts bastiais : Maoulida (12e), Thauvin (62e), et Palmieri (72e et 87e). Cependant, les différences de niveau entre les deux groupes présentés en début de match ainsi que la fatigue accumulée par les joueurs de l'eTG (qui tous jouèrent à nouveau 90 minutes de suite), constituent autant d'explications pour le staff et les spécialistes du club qui ne dramatisent pas cette défaite incontestable et soulignent même, à l'image d'Éric Tié Bi, « une première mi-temps à retenir ». Enfin, Pablo Correa estime quant à lui qu'« il n’y a rien de catastrophique, le résultat du soir n’a pas d’importance, l’essentiel étant d’arriver prêts le 11 août, il n’y a plus que cela qui importe »,,.
Après cette « revue d'effectif » (expression utilisée par le staff et les observateurs) d'une durée de quatre matchs, Correa avait envisagé d'aligner contre l'Olympique de Marseille son « équipe type », les onze joueurs titulaires au départ du championnat le 11 août face aux Girondins de Bordeaux. Les supporters, tout comme l'encadrement technique, espèrent, outre une première victoire de l'équipe, le premier but des Croix de Savoie dans cette phase de préparation. Ce deuxième vœux sera exhaussé lorsque Saber Khalifa, lancé par son compatriote tunisien M'Barki marque le but de l'égalisation à la 25e minute à l'issue de la première occasion haut-savoyarde. Les Marseillais avaient effectivement ouvert la marque dès la 15e avec un but d'André Ayew sur coup de pied arrêté, à l'image d'un début de match au cours duquel ce groupe, en quête lui aussi d'un premier succès, s'était offert un grand nombre d'occasion toutes repoussées par un Bertrand Laquait. La performance du goal de retour de blessure dans les cages savoyardes fut donc dûment saluée par les observateurs. Mais cette réduction du score n'arrête pas l'élan marseillais, et les Croix de Savoie n'arrivent toujours pas à se créer des occasions. La seconde mi-temps est cependant plus à l'avantage des locaux, même si Laquait est tout de même l'auteur de plusieurs arrêts décisifs, signes d'une bonne forme marseillaise (à l'image d'un André-Pierre Gignac dont le match fut également remarqué par les spécialistes), avant que les deux équipes ne s'égalisent peu à peu : tant au niveau par exemple de la bonne transmission du ballon, que des quelques lacunes défensives dans chacun des camps. Avec pour preuve une faute de M'Bia à l'entrée de la surface (sanctionnée d'un carton jaune), mais surtout un penalty sifflé par l'arbitre Didier Falcone à la suite d'un tacle de Cédric Cambon dans la surface qui permet à Jordan Ayew de prendre Laquait à contre-pied (84e) et sceller la victoire de son équipe,,,,.
Dans la continuité de ce match contre l'OM, se joue le 4 août un dernier match de préparation face à l'AS Saint-Étienne au Stade Jacques Forestier d'Aix-les-Bains dans le département voisin de la Savoie. Alors que les deux équipes venaient ici chercher un moyen de se rassurer après des préparations mauvaises au niveau des résultats de part et d'autre, la première période voit la neutralisation des deux groupes, sans grands mouvements offensifs. Il faut attendre le début de la seconde mi-temps pour que les Verts commencent à se montrer dangereux, pour preuve le but de Gradel à la 48e profitant là d'une mauvaise relance de Daniel Wass. Cependant, malgré la bonne dynamique stéphanoise 20 minutes durant, l'eTG parvient à profiter de la bonne forme de Saber Khalifa, que les observateurs avaient remarqué depuis quelque temps. En effet, l'attaquant tunisien, aligné dès le départ avec ces deux compatriotes (Dhaouadi et Mbarki), profite d'une mauvaise sortie de Ruffier pour marquer à la 69e. La fin de partie est quant à elle pleine d’intensité, les deux équipes tentent tout pour s’imposer mais le score en reste finalement là (manque de réussite de part et d'autre selon les différentes analyses d'après match). Pablo Correa se satisfait du retour de ces joueurs dans le match après le but encaissé directement au retour des vestiaires.

### Un mauvais départ
Le 3 septembre 2012, à la suite de la défaite face à Ajaccio, le club se sépare de son entraîneur Pablo Correa et le remplace par Pascal Dupraz.

## Statistiques

### Statistiques collectives
| Compétition       | Débute au tour | Place ou tour final | Première rencontre | Dernière rencontre | Nombre de matchs |
| Ligue 1           | -              | 16e                 | 11 août            | 26 mai             | 38               |
| Coupe de France   | 1/32 de finale | Finale              | 5 janvier          | 31 mai             | 6                |
| Coupe de la Ligue | 1/16 de finale | 1/16 de finale      | 26 septembre 2011  | 26 septembre 2011  | 1                |

### Statistiques buteurs
| Place   | Nom                  | Championnat de L1 | Coupe de France | Coupe de la Ligue | TOTAL des BUTS |
| 1       | Saber Khalifa        | 13 buts           | 2 buts          | 1 but             | 16 buts        |
| 2       | Cédric Barbosa       | 8 buts            | -               | -                 | 8 buts         |
| 3       | Yannick Sagbo        | 6 buts            | 2 but           | -                 | 8 buts         |
| 4       | Kévin Bérigaud       | 4 buts            | 4 buts          | -                 | 8 buts         |
| 5       | Youssef Adnane       | 2 buts            | 1 but           | -                 | 3 buts         |
| 6       | Mohammed Rabiu       | 2 buts            | -               | -                 | 2 buts         |
| 6       | Daniel Wass          | 2 buts            | 1 but           | -                 | 2 buts         |
| 8       | Brice Dja Djédjé     | 1 but             | 1 but           | -                 | 2 buts         |
| 8       | Miloš Ninković       | 1 but             | 1 but           | -                 | 2 buts         |
| 10      | Zouhaier Dhaouadi    | 1 but             | -               | -                 | 1 but          |
| 10      | Aldo Angoula         | 1 but             | -               | -                 | 1 but          |
| 10      | Fabrice Ehret        | 1 but             | -               | -                 | 1 but          |
| 10      | Betao                | 1 but             | -               | -                 | 1 but          |
| 10      | Clarck NSikulu       | 1 but             | -               | -                 | 1 but          |
| 15      | Cédric Cambon        | -                 | 1 but           | -                 | 1 but          |
| 15      | Najib Baouia         | -                 | 1 but           | -                 | 1 but          |
| 17      | Cédric Mongongu      | -                 | -               | 1 but             | 1 but          |
| #       | contre son camp      | 2 buts            | -               | -                 | 2 buts         |
| Détails | 17 buteurs savoyards | 46 buts           | 13 buts         | 2 buts            | 61 buts        |